# XIII Krajowy Festiwal Piosenki Polskiej w Opolu
XIII Krajowy Festiwal Piosenki Polskiej w Opolu – trzynasta edycja festiwalu, który odbył się w dniach 25 – 29 czerwca 1975.
Koncerty prowadzili:
- Premiery – Krystyna Sienkiewicz i Józef Kopocz
- Mikrofon i Ekran – Krystyna Sienkiewicz, Krzysztof Materna i Jan Tadeusz Stanisławski

## KoncertPrzeboje sezonu25.06.1975
| 1. Czerwone Gitary - Ciągle pada - Słowo jedyne – Ty 2. Maryla Rodowicz - Do łezki łezka - Piosenka przeciw zasypianiu 3. Krzysztof Krawczyk – Hej dziewczyno 4. Andrzej i Eliza - Czeka na nas świat - Póki jeszcze pora 5. Zdzisława Sośnicka – Moja awantura 6. Trubadurzy – Kiedy dzień za nocą goni 7. Edward Hulewicz – Gdy przyjdziesz dziś wieczorem 8. Krystyna Prońko - Niech moje serce kołysze ciebie do snu - Anioł i róża 9. Jacek Lech – Warszawa jest smutna bez ciebie 10. Budka Suflera – Cień wielkiej góry | 11. Urszula Sipińska - Komu weselne dzieci - Kukułeczka 12. Skaldowie – Wszystko kwitnie wkoło 13. Roman Gerczak – Jeśli chcesz to mi wierz 14. Pro Contra – Świat starych filmów 15. Ewa Bem – Kolega maj 16. Wojciech Młynarski – Absolutnie 17. SBB – Z których krwi krew moja 18. Andrzej Dąbrowski – Dziewczyna perkusisty 19. 2 plus 1 - Na luzie - Bez pieniędzy 20. Irena Santor - Wiem że to miłość - Idzie miłość |

## KoncertPo raz pierwszy w Opolu – Debiuty26.06.1975
1. Alicja Majewska – Bywają takie dni
2. Elżbieta Blach – Zrozumieć ptaka
3. Michał Muskat – Żonie kupuj piękniejsze kwiaty
4. Układ – Spóźniony przechodzień
5. Barbara Książkiewicz – Dumka o Ornaszku
6. Małgorzata Ostrowska – Jesień
7. Magdalena Bielecka – Zimowy pejzaż z kwiatem
8. Grażyna Łobaszewska i grupa S26 – Bądź mym dopełnieniem
9. Eden – Oko za oko, ząb za ząb
10. Marcel i Mirek
11. Andrzej Cierniewski
12. Kafar – Ucałuj mnie

## KoncertRinndial – recital Danuty Rinn26.06.1975po koncercieDebiuty
Danuta Rinn
1. Tyle wdzięku
2. Prowizorycznie
3. Obejmę
4. Nie mam woli do zamęścia
5. Nie mam o to żalu
6. Hallo Dolly
7. Jak w musicalu
8. Pokocham ciebie – duet z Bogdanem Czyżewskim
9. Czy to wszystko ma sens
10. Ja go znajdę
11. Niestety to nie ty
12. Gdzie ci mężczyźni
13. Tyle wdzięku
14. Danka – sto lat – Danuta Rinn z Andrzejem Zaorskim, Bogdanem Czyżewskim, Czesławem Majewskim i Włodzimierzem Korczem
15. Polska gola – z Andrzejem Zaorskim, Bogdanem Czyżewskim, Czesławem Majewskim i Włodzimierzem Korczem

## KoncertPremiery27.06.1975
1. Zdzisława Sośnicka – To sierpień
2. Teresa Tutinas – Zaproszenie do podróży
3. Roman Gerczak – Polski weekend
4. Elżbieta Wojnowska – Mały, szary człowiek
5. Ewa Bem – Miłość jest jak niedziela
6. Andrzej i Eliza – Póki jeszcze pora
7. Wojciech Młynarski – Tango retro
8. Maryla Rodowicz i Czesław Niemen – Pieśń ocalenia
9. Andrzej Rosiewicz – Zakochany bałwan
10. Halina Frąckowiak – Brzegi łagodne
11. Andrzej Dąbrowski – Bywaj nam Mary Ann
12. Alibabki – Odkładana miłość
13. Skaldowie – Życzenia z całego serca
14. Łucja Prus – Powiem jak umiem
15. Roma Buharowska – Nikogo kochać nie chcę
16. Zofia Kamińska – Nie umiałam żyć jak inne
17. Homo-homini – W tym domu straszy
18. Grupa I – Zaczynajcie beze mnie
19. Zbigniew Wodecki – Już teraz sam
20. Pro Contra – Mój mężczyzna musi mieć swój styl
21. Stan Borys – Chcę przy tym być
22. Jerzy Krzemiński – Urokliwe ziele
23. 2 plus 1 – Na naszym piętrze nowina
24. Andrzej Kozioł – Ile ciszy w białej róży
25. Jadwiga Strzelecka – Jeśli mnie porzucisz
26. Bene Nati – Wszystko dobre, co się dobrze kończy

## KoncertMikrofon i Ekran28.06.1975(powtórzony 29.06.1975)
1. Czerwone Gitary – Ciągle pada
2. Andrzej i Eliza – Czeka na nas świat
3. Łucja Prus – Powiem jak umiem
4. Magda Bielecka – Zimowy pejzaż z kwiatem
5. Homo Homini – W tym domu straszy
6. Elżbieta Błach – Zrozumieć ptaka
7. Alicja Majewska – Bywają takie dni
8. Andrzej Rosiewicz – Zakochany bałwan
9. Czesław Niemen – Co się stało matko z moim snem
10. Maryla Rodowicz i Daniel Olbrychski – Wrócą chłopcy z wojny
11. Zofia Kamińska – Nie umiałam żyć jak inne
12. Ewa Bem – Kolega maj
13. Alibabki – Odkładana miłość
14. Skaldowie
  - Życzenia z całego serca
  - Wszystko kwitnie wokoło
15. Andrzej Dąbrowski – Bywaj nam Mary Ann
16. Halina Frąckowiak i SBB i Alibabki – Brzegi łagodne
17. Irena Santor – Idzie miłość
18. Wojciech Młynarski – Tango retro
19. Anna Jantar – Tak wiele jest radości
20. Irena Jarocka – Motylem jestem
21. Urszula Sipińska – Kukułeczka
22. Bogdana Zagorska – W oczach twych
23. Grupa I – Zaczynajcie beze mnie
24. 2 plus 1 – Na naszym piętrze nowina
25. Stan Borys
26. Krystyna Prońko – Anioł i róża
27. Eden – Oko za oko, ząb za ząb
28. Stefan Zach - Relief morski

## Laureaci
źródło:
Nagroda Ministerstwa Kultury i Sztuki
- Bywają takie dni (Derfel/Iredyński) – Alicja Majewska

Nagroda Przewodniczącego Komitetu ds. RiTV
- Tango retro (Maciej Małecki/Wojciech Młynarski) – Wojciech Młynarski

Nagroda Wojewody Opolskiego
- Z całego serca (Zieliński/Jastrzębiec-Kozłowski) – Skaldowie

Nagroda Towarzystwa Przyjaciół Opola
- W tym domu straszy (Nowacki/Kuryło) – Homo Homini

Nagroda Prezydenta Opola
- Nie umiałam żyć jak inne (Korcz/Jan Zalewski) – Zofia Kamińska

Nagroda FSZMP
- Katarzyna Gärtner (za całokształt twórczości)
- Andrzej Rosiewicz (za twórczość estradową)[2]

Nagroda za interpretację
- Ewa Bem – Kolega Maj (Wróblewski/Osiecka)
- Krystyna Prońko – Anioł i róża (Janusz Koman/Janusz Szczepkowski), Niech moje serce kołysze ciebie do snu (Janusz Koman/Dutkiewicz)

Nagroda za interpretację w koncercie Debiuty
- Elżbieta Błach i Jadwiga Bielecka

Nagroda za interpretację w koncercie Przeboje sezonu
- Andrzej i Eliza – Czas relaksu (Rybiński/Olewicz)

Nagroda za aranżację
- Jan Ptaszyn Wróblewski – Kolega Maj

Nagroda dziennikarzy
- twórcy programu Festiwalowe Spotkania z balladą

Nagroda publiczności
- Wojciech Młynarski